# Samostan Filotej
Samostan Filotej (grško starogrško Μονή Φιλοθέου, Moní Filothéou) je pravoslavni samostan  v meniški državi Gora Atos v Grčiji. Samostan stoji na severovzhodni strani polotoka.

## Zgodovina
Ustanovil ga je Filotej Blaženi na koncu 10. stoletja. Je na dvanajstem mestu v hierarhiji atoških samostanov.
Po pisanju ruskega romarja Izaija je bil samostan konec 15. stoletja albanski.
Leta 1539-1540 je bil obnovljen s pomočjo gruzijskih kraljev Levana Kahetskega in njegovega sina Aleksandra II. Kahetskega.  Kralja sta upodobljena na freskah v samostanski  obednici.
V samostanski knjižnici je 250 rokopisov im 2.500 tiskanih knjig, od katerih je 500 ruskih in romunskih. 
V samostanu je 60 aktivnih menihov.

## Sklica
1. ↑  A.E. Vakalopulos (1973). History of Macedonia, 1354-1833. str. 166.
2. ↑  Speros Vryonis, ml., Henrik Birnbaum. Byzantine Studies: Essays on the Slavic World and the Eleventh Century. Aristide d Caratzas Pub. 1. januar 1992, str. 93.